# Lijst van burgemeesters van Olomouc

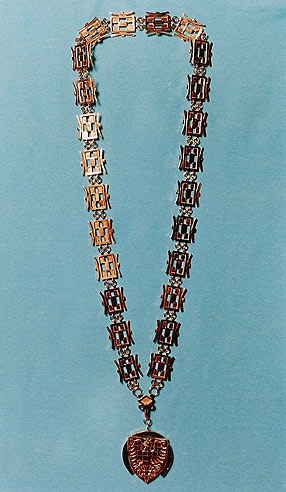
Ambtsketen van de primátor van Olomouc.

Deze lijst geeft een overzicht van de burgemeesters (starosta, vládní komisař, předseda národního výboru, of primátor) van de stad Olomouc in de Tsjechische regio Moravië.
| nr. | periode      | naam burgemeester       | partij   | titel functie             | opmerkingen |
| --- | ------------ | ----------------------- | -------- | ------------------------- | --- |
| 1   | 1851 - 1865  | Franz Kreiml            |          | starosta                  | |
| 2   | 1865 - 1866  | Franz Hein              |          | starosta                  | |
| 3   | 1866 - 1872  | Karl Schrötter          |          | starosta                  | |
| 4   | 1872 - 1896  | Josef Engel             | DVP      | starosta                  | |
| 5   | 1896 - 1918  | Karl Brandhuber         | DFP      | starosta                  | |
| 6   | 1918 - 1919  | Richard Fischer         | ČStD     | vládní komisař            | Fischer stond aan het hoofd van de commisie die het bestuur over Olomouc waarnam tot de eerste gemeenteraadsverkiezingen in Tsjechoslowakije in 1919 plaatsvonden. Hij overzag het proces rond het ontstaan van Velká Olomouc. |
| 7   | 1919 - 1923  | Karel Mareš             | ČSDSD    | starosta                  | |
| 8   | 1923 - 1939  | Richard Fischer         | ČsND     | starosta                  | |
| 9   | 1939 - 1941  | Fritz Czermak           |          | vládní komisař            | Czermak resigneerde eind 1941 en werd tijdelijk vervangen door Franz Veith. |
| 10  | 1942 - 1945  | Julius Schreitter       |          | vládní komisař            | |
| 11  | 1945 - 1947  | Václav Stibor-Kladenský | KSČ      | předseda národního výboru | |
| 12  | 1947 - 1949  | Jan Kučera              | KSČ      | předseda národního výboru | |
| 13  | 1949 - 1949  | Antonín Skýva           | KSČ      | předseda národního výboru | |
| 14  | 1949 - 1950  | Ladislav Bernatský      | KSČ      | předseda národního výboru | |
| 15  | 1950 - 1956  | Antonín Eliáš           | KSČ      | předseda národního výboru | Na het overlijden van Eliáš tijdelijk vervangen door František Černý. |
| 16  | 1957 - 1960  | Josef Drmola            | KSČ      | předseda národního výboru | |
| 17  | 1960 - 1970  | František Řeháček       | KSČ      | předseda národního výboru | |
| 18  | 1970 - 1986  | Jan Tencian             | KSČ      | předseda národního výboru | |
| 19  | 1986 - 1989  | Josef Votoček           | KSČ      | předseda národního výboru | |
| 20  | 1989 - 1990  | Břetislav Baran         | ČSL      | předseda národního výboru | |
| 21  | 1990 - 1994  | Milan Hořínek           | OF       | primátor                  | |
| 22  | 1994 - 1998  | Ivan Kosatík            | ODS      | primátor                  | |
| 23  | 1998 - 2006  | Martin Tesařík          | ČSSD     | primátor                  | |
| 24  | 2006 - 2014  | Martin Novotný          | ODS      | primátor                  | |
| 25  | 2014 - 2014  | Martin Major            | ODS      | primátor                  | |
| 26  | 2014 - 2018  | Antonín Staněk          | ČSSD     | primátor                  | |
| 27  | 2018 - heden | Miroslav Žbánek         | ANO 2011 | primátor                  | |